# Hedera
Hedera és un gènere de la família de les Araliaceae amb quinze espècies de plantes sempreverds, llenyoses i trepadores, conegudes com a heures.

## Distribució i hàbitat
Són nadiues dels arxipèlags de la Macaronèsia, a l'oceà Atlàntic, al nord d'Àfrica; de l'oest, centre i sud d'Europa, del nord-oest d'Àfrica, del centre sud d'Àsia i de l'est del Japó. Són capaces d'ascendir, sobre la superfície d'arbres i roques, més de vint-i-cinc o trenta metres per sobre del nivell del sòl.

## Simbologia
Ja des d'antic, per ser una planta de fulla perenne, se l'ha associat amb la immortalitat. Podem trobar-les a diferents decoracions d'atuells ceràmics de l'antiga Grècia. Estava associada també amb Dionís, car els grecs li atribuïen la curació de l'embriaguesa si se la hi portava com a garlanda.
Per ser al mateix temps una planta trepadora, i per la forma com s'entrellaça en créixer, també se l'associava a una imatge de fidelitat.
Per ser tòxic i provocar vòmits el suc de l'hedera (per contenir hederina, una lactona sesquiterpènica) si no es tracta, a vegades, i depenent del context, podia arribar a tenir una simbologia demoníaca.

## Taxonomia
- Hedera algeriensis – heura d'Algèria
- Hedera azorica – heura d'Açores
- Hedera canariensis – heura de Canàries
- Hedera caucasigena
- Hedera colchica – heura del Caucas
- Hedera cypria
- Hedera helix – heura comuna
- Hedera hibernica – heura d'Irlanda
- Hedera maderensis – heura de Madeira
- Hedera maroccana
- Hedera nepalensis – heura del Nepal
- Hedera pastuchowii – heura de Pastuchov
- Hedera rhombea – heura del Japó
- Hedera sinensis
- Hedera taurica